# Warner Bros. Games Montreal
Warner Bros. Games Montreal — канадский разработчик компьютерных игр, филиал компании Warner Bros. Interactive Entertainment. Студия расположена в Монреале, и была основана в 2010 году.

## История
WB Games Montreal была основана в 2010 году Мартином Тремблеем (англ. Martin Tramblay), Мартином Каррье (англ. Martin Carrier) и Рейдом Шнайдером (англ. Reid Schneider).

## Список разработанных игр
| Год  | Название                                           | Платформы | Платформы | Платформы | Платформы | Платформы | Платформы | Платформы | Платформы | Платформы | Платформы | Платформы |
| Год  | Название                                           | And       | iOS       | PS3       | PS4       | PS5       | PSVita    | WiiU      | Win       | X360      | XOne      | XSX       |
| ---- | -------------------------------------------------- | --------- | --------- | --------- | --------- | --------- | --------- | --------- | --------- | --------- | --------- | --------- |
| 2011 | Batman Arkham City - Armored Edition               | Нет       | Нет       | Нет       | Нет       | Нет       | Нет       | Да        | Нет       | Нет       | Нет       | Нет       |
| 2013 | Batman: Arkham Origins                             | Нет       | Нет       | Да        | Нет       | Нет       | Нет       | Да        | Да        | Да        | Нет       | Нет       |
| 2014 | Lego Legends of Chima Online                       | Нет       | Да        | Нет       | Нет       | Нет       | Нет       | Нет       | Нет       | Нет       | Нет       | Нет       |
| 2015 | Batman Arkham Knight - Batgirl: A Matter of Family | Нет       | Нет       | Нет       | Да        | Нет       | Нет       | Нет       | Да        | Нет       | Да        | Нет       |
| 2022 | Gotham Knights                                     | Нет       | Нет       | Нет       | Нет       | Да        | Нет       | Нет       | Да        | Нет       | Нет       | Да        |